# تاودونست (إمليل)
تاودونست هي إحدى مشيخات المملكة المغربية، تتبع جغرافيا لإقليم أزيلال وإداريًا لإمليل. يقدر عدد سكانها بـ 800 نسمة حسب الإحصاء الرسمي للسكان والسكنى لسنة 2004.